# Aschbach (Bas-Rhin)
Aschbach település Franciaországban, Bas-Rhin megyében. Lakosainak száma 633 fő (2022. január 1.). Aschbach Siegen, Hoffen, Hunspach, Oberrœdern, Seebach, Stundwiller és Trimbach községekkel határos.

## Népesség
A település népességének változása:
| Lakosok száma | 688  | 701  | 714  | 682  | 665  | 647  | 649  | 646  | 633  |
|               | 2013 | 2015 | 2016 | 2017 | 2018 | 2019 | 2020 | 2021 | 2022 |